# Loma Grande, Mazatlán Villa de Flores
Loma Grande är en ort i Mexiko.   Den ligger i kommunen Mazatlán Villa de Flores och delstaten Oaxaca, i den sydöstra delen av landet, 290 km sydost om huvudstaden Mexico City. Loma Grande ligger 1 131 meter över havet och antalet invånare är 189.
Terrängen runt Loma Grande är bergig söderut, men norrut är den kuperad. Runt Loma Grande är det ganska glesbefolkat, med 36 invånare per kvadratkilometer. Närmaste större samhälle är Huautla de Jiménez, 8,1 km norr om Loma Grande. I omgivningarna runt Loma Grande växer i huvudsak städsegrön lövskog.